# Gliese 638
Gliese 638 is een oranje dwerg met een spectraalklasse van K7.5Ve. De ster bevindt zich 32,11 lichtjaar van de zon.